# Suzhou
Pour les articles homonymes, voir Suzhou (homonymie).
Suzhou (chinois simplifié : 苏州市 ; chinois traditionnel : 蘇州市 ; pinyin : sūzhōu shì ; en wu : Sutzoe), parfois également orthographié Su-Zhou, Su-Chou, Soutcheou ou Soo-Chow, est une ville du sud de la province du Jiangsu, dans l'est de la Chine. Elle se trouve dans le delta du Yangzi Jiang. La municipalité compte plus de 10 millions d'habitants en 2016. Elle est bordée à l'est par celle de Shanghai, les centres des deux villes étant éloignés d'une centaine de kilomètres.
Centre urbain ancien et prospère, Suzhou dispose d'un riche patrimoine architectural et artistique qui en font une importante destination touristique. C'est également un centre industriel important, notamment dans le secteur de l'électronique. Les investissements directs étrangers, originairement singapouriens sont particulièrement développés. Quant au PIB par habitant, Suzhou était en 2015 la troisième ville la plus riche de Chine hors régions pétrolières.
Selon des mots attribués à Chaoying, poète de la dynastie Yuan (1279 — 1368) : « au ciel il y a le paradis, sur terre il y a Suzhou et Hangzhou ». (chinois : 上有天堂，下有苏杭 ; pinyin : shàng yǒu tiāntáng, xià yǒu sū háng).

## Histoire
Avant sa sinisation, la région était habitée par le peuple Wu. Le premier État de Wu est créé à la fin de la dynastie Zhou de l'Ouest. Autrefois considéré comme un état vassal de la dynastie occidentale des Zhou, l'État de Wu devient une puissance majeure parmi les divers États chinois à la fin de la période des Printemps et Automnes (771 à 481/453 av. J.-C.). Suzhou, sous le nom de grande ville de Helu, devient la capitale de l'État de Wu en 514 av. J.-C. Durant la période des Royaumes combattants, Suzhou devient le siège du comté et de la commanderie de Wu. À la suite de son annexion par la dynastie Qin en 222, elle devient la capitale de la commanderie de Kuaiji. Lors de la chute des Qin, le gouverneur de Kuaiji tente d'organiser sa propre rébellion mais est trahi et exécuté par Xiang Liang et son neveu Xiang Yu qui lancent leur propre rébellion dans la ville.
À la suite de l'achèvement du grand Canal, Suzhou se trouve placé sur une route commerciale stratégique qui, par la suite, la transforme en métropole commerciale et industrielle de la côte sud-est de la Chine. Durant la dynastie des Tab, le grand poète Bai Juyi, devenu gouverneur de Suzhou, fait construire le canal Shantang (825). En 1035, le temple confucéen de Suzhou est édifié par l'homme politique et poète Fan Zhongyan.
En 1130, l'armée mandchoue des Jin occupe et saccage Suzhou . Celle-ci est à nouveau occupée durant l'invasion mongole de la Chine en 1275. En 1356, Suzhou est choisie comme capitale par Zhang Shicheng un des dirigeants de la révolte des Turbans rouges qui s'oppose à la dynastie mongole des Yuan qui s'auto proclame roi du Wu. En 1367, Hongwu, un des leaders des Turbans rouges basé à Nankin reprend la ville après un siège de 10 mois. Hongwu, qui monte peu après sur le trône et devient le premier empereur de la dynastie Ming, démolit la cité royale située au centre de la ville fortifiée de Suzhou et écrase sous les taxes les familles les plus riches de la ville et de la préfecture. Malgré cette pression fiscale et le déplacement de certains des notables à Nankin (à cette époque capitale de Hongwu), la ville connait de nouveau la prospérité. Au début de l'ère Ming, les bancs de sable du Yangtse Kiang sont rattachés à la préfecture de Suzhou. Par la suite, ceux-ci formeront l'île de Chongming qui sera rattachée à Shanghai. La ville et ses environs connait plusieurs siècles de prospérité qui en font une source de revenus exceptionnels.
Le dirigeant coréen Choe Bu, après un naufrage en 1488, parcourt la Chine orientale de Zheijiang à Lianing pour revenir dans son pays natal. Dans son journal de voyage, il indique que Suzhou surpasse toutes les autres villes. Au cours des siècles, de nombreux jardins sont créés à Suzhou par les membres de la classe dirigeante des dynasties Ming et Qing. Mais en 1860, durant la révolte des Taiping, la ville est capturée par la rébellon : les bâtiments et les jardins sont pratiquement complètement détruits.

## Géographie
La ville-préfecture de Suzhou est délimitée au nord-est par le fleuve Yangzi Jiang et au sud-est par le lac Tai, le troisième plus grand lac de Chine dont les deux tiers de la superficie sont rattachés au territoire de Suzhou. Elle est bordée au sud-ouest par la ville de Shanghai dont le centre-ville est situé à moins de 100 kilomètres et au nord-ouest par la circonscription de la ville de Wuxi distante d'une quarantaine de kilomètres. Suzhou est traversé du nord au sud par le grand Canal. La circonscription comprend la ville de Suzhou proprement dite, mais également cinq villes-districts situées à l'est de celle-ci : Zhangjiagang, Changshu, Taicang, Kunshan et Wujiang. Le territoire de Suzhou, qui est compris entre les latitudes 30° 47′ et 32° 02′ et les longitudes 119° 55′ - 121° 20′ est, a une superficie de 8 488 km2.

### Climat
Suzhou a un climat de type subtropical humide (Köppen Cfa) caractérisé par des étés chauds et humides et des hivers froids, venteux et nuageux avec d'éventuelles chutes de neige. Durant l'hiver les vents du nord-ouest soufflant depuis la Sibérie peuvent faire chuter la température en dessous de 0 °C en cours de nuit tandis qu'en été les vents du sud-ouest peuvent entrainer des températures supérieures à 35 °C. La température annuelle moyenne est de 15,8 °C et il tombe 1 111 mm de pluie sur l'année avec un pic prononcé durant l'été. L'ensoleillement annuel est de 1 980 heures.
| Mois                              | jan.  | fév.  | mars  | avril | mai   | juin | jui.  | août  | sep.  | oct.  | nov. | déc.  |
| --------------------------------- | ----- | ----- | ----- | ----- | ----- | ---- | ----- | ----- | ----- | ----- | ---- | ----- |
| Température minimale moyenne (°C) | 0,5   | 1,5   | 5,1   | 10,6  | 15,7  | 20,3 | 24,8  | 24,7  | 20,5  | 14,7  | 8,6  | 2,4   |
| Température moyenne (°C)          | 3,7   | 4,6   | 8,5   | 14,2  | 19,2  | 23,4 | 27,8  | 27,7  | 23,6  | 18,3  | 12,4 | 6,1   |
| Température maximale moyenne (°C) | 8,6   | 12,7  | 12,7  | 18,6  | 23,5  | 27,2 | 31,6  | 31,5  | 27,2  | 22,3  | 16,7 | 10,6  |
| Ensoleillement (h)                | 136,4 | 118,7 | 139,5 | 153   | 173,6 | 162  | 232,5 | 241,8 | 162   | 161,2 | 150  | 148,8 |
| Précipitations (mm)               | 39    | 58,8  | 81,2  | 102,3 | 114,5 | 152  | 128,2 | 133   | 155,6 | 60,5  | 51,2 | 34,7  |
| Humidité relative (%)             | 67    | 75    | 70    | 69    | 69    | 75   | 77    | 68    | 74    | 69    | 65   | 68    |

## Subdivisions administratives
| Carte | Carte       | Carte            | Carte             | Carte            | Carte           |
| --- | ----------- | ---------------- | ----------------- | ---------------- | --------------- |
| \| Huqiu Wuzhong Xiangcheng Gusu Wujiang Changshu · (ville-district) Zhangjiagang · (ville-district) Kunshan · (ville-district) Taïcang · (ville-district) Suzhou · Industrial Park Lac Tai \|                       |             |                  |                   |                  |                 |
| Nom | Sinogrammes | Pinyin           | Population (2010) | Superficie (km2) | Densité (h/km2) |
| Centre ville |             |                  |                   |                  |                 |
| District de Gusu | 姑苏区      | Gūsū Qū          | 954 455           | 372              | 2,565,73        |
| Banlieue |             |                  |                   |                  |                 |
| District de Huqiu | 虎丘区      | Hǔqiū Qū         | 572 313           | 258              | 2 218,26        |
| District de Wuzhong | 吴中区      | Wúzhōng Qū       | 1 158 410         | 672              | 1 723,82        |
| District de Xiangcheng | 相城区      | Xiāngchéng Qū    | 693 576           | 416              | 1 667,25        |
| District de Wujiang | 吴江区      | Wújiāng Qū       | 1 275 090         | 1 093            | 1 166,59        |
| Villes satellites (préfectures) |             |                  |                   |                  |                 |
| Changshu | 常熟市      | Chángshú Shì     | 1 510 103         | 1 094            | 1 380,35        |
| Taïcang | 太仓市      | Tàicāng Shì      | 712 069           | 620              | 1148,49         |
| Kunshan City | 昆山市      | Kūnshān Shì      | 1 646 318         | 865              | 1 903,25        |
| Zhangjiagang City | 张家港市    | Zhāngjiāgǎng Shì | 1 248 414         | 772              | 1617,11         |
| Total | Total       | Total            | 10 465 994        | 8 488            | 1233,03         |
| nb : Suzhou Industrial Park & Suzhou New District ne sont pas des divisions officielles de Suzhou Les district de Canglang, district de Pingjiang, et district de Jinchang sont d'anciennes subdivisions supprimées. |             |                  |                   |                  |                 |
| Huqiu Wuzhong Xiangcheng Gusu Wujiang Changshu · (ville-district) Zhangjiagang · (ville-district) Kunshan · (ville-district) Taïcang · (ville-district) Suzhou · Industrial Park Lac Tai                             |             |                  |                   |                  |                 |

## Économie
En 2011, le produit intérieur brut (PIB) total était de 1 071,699 milliards de yuans, et le PIB par habitant de 102 129 yuans.
Le revenu par habitant en parité de pouvoir d'achat s'élève à 52 020 $ en 2014, soit, parmi les 300 principales économies métropolitaines du monde en PIB PPA 2014, le 1er rang en Chine et le 68e dans le monde.

## Transports

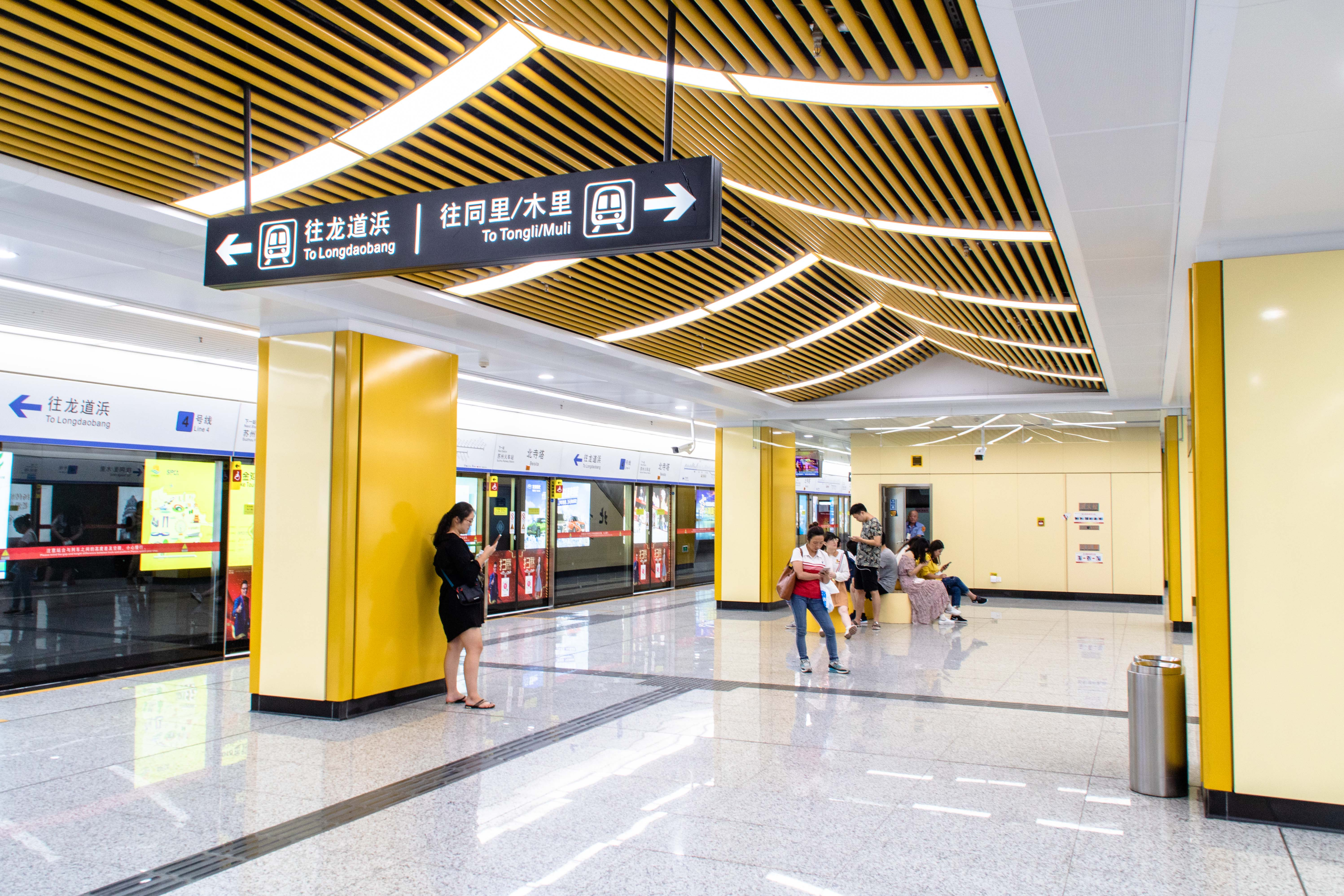
Station du métro de Suzhou.

### Réseau routier

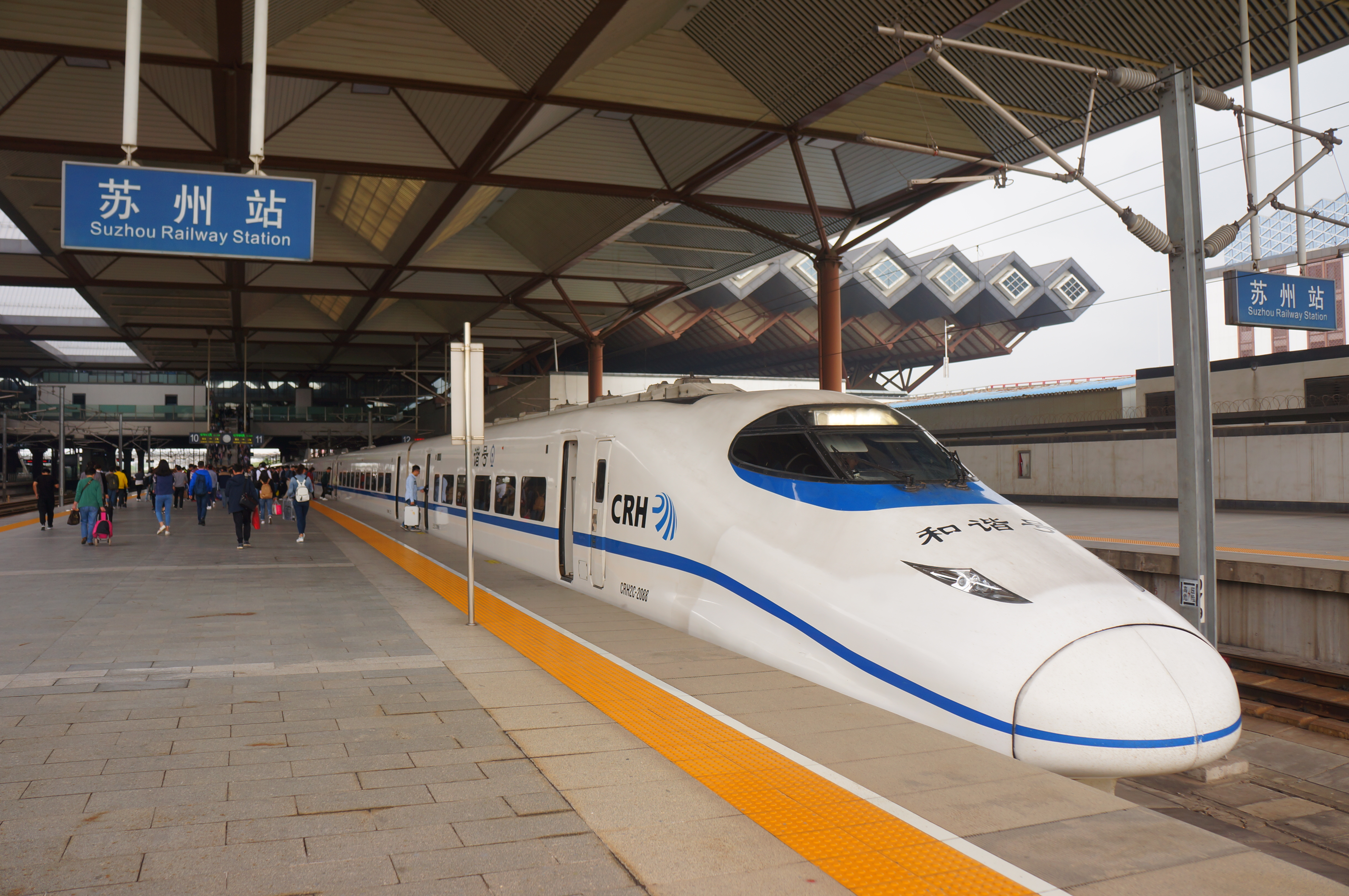
Train à grande vitesse à quai dans la gare de Suzhou.

Suzhou est desservie par l'autoroute Shanghai-Nankin à deux fois quatre voies longue de 274 kilomètres. La ville est également traversée par l'autoroute nationale 312 qui relie Shanghai aux confins orientaux du pays (Korgas dans le Xinjiang) et qui est longue de 4 967 kilomètres.

### Réseau ferroviaire
Suzhou est situé sur les lignes Shanghai-Nankin et Shanghai-Pékin. La gare de Suzhou (苏州站) est une des stations de chemin de fer les plus fréquentées de Chine. Elle est desservie par les trains classiques assurant la liaison entre Pékin et Shanghai et par des trains à grande vitesse de type D et G circulant à fréquence élevée sur la LGV Shanghai - Nankin. Le trajet jusqu'à la gare de Shanghai prend 25 minutes tandis que les trains à grande vitesse les plus rapides (type G) mettent 1 heure pour atteindre Nankin. La gare de Suzhou-Nord (苏州北站) quelques kilomètres plus au nord est située sur la LGV Pékin - Shanghai et est desservie par des trains à grandes vitesses en direction de Pékin, Quindao, etc. Il existe d'autres gares sur le territoire de la ville notamment la gare de la ville-district de Kunshan (située sur le territoire de la ville-préfecture de Suzhou) et entre celle-ci et Suzhou ainsi que la gare du parc industriel de Suzhou également située sur la ligne Shanghai-Nankin.

### Métro et tramway
Suzhou dispose depuis 2012 d'un réseau de métro (métro de Suzhou) comprenant début 2020 quatre lignes totalisant 141 kilomètres de voie et 134 stations. Cinq autres lignes d'une longueur cumulée de 200 kilomètres sont en construction. La ville a également un réseau de tramway comprenant début 2020 deux lignes totalisant 43 kilomètres de voie.

### Port
Le plus grand port fluvial de Chine est situé sur le bord du Yangtse Kiang et sur le territoire de la ville de Suzhou, dans les districts de Zhangjiagang, Changshu et Taicang. Son volume de marchandises (cargo) embarquées ou débarquées était en 2021 de 565,9 millions de tonnes (7e mondial) et de 8,11 millions de EVPs (trafic conteneurs, 22e mondial).

## Éducation
L'université Jiaotong de Xi'an et l'université de Liverpool ont créé à Suzhou une université en partenariat, la Xi'an Jiaotong-Liverpool University. À une échelle plus petite, l'université Duke et l'université de Wuhan ont également créé un établissement commun à Kunshan, ville rattachée administrativement à Suzhou, c'est la Duke Kunshan University. Deux écoles de commerce françaises, SKEMA Business School et KEDGE Business School ont aussi établi des campus à Suzhou.

## Culture et patrimoine

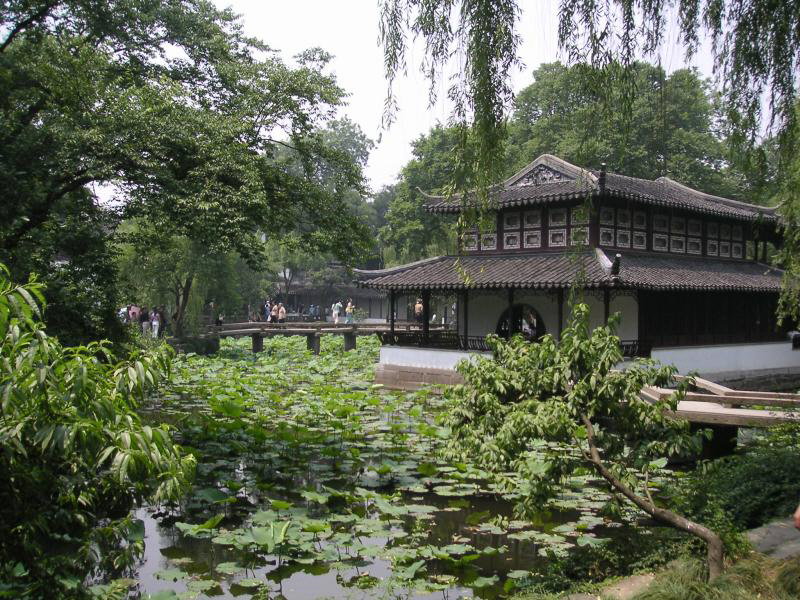
Le jardin du modeste administrateur

### Langues
On y parle traditionnellement le dialecte de Suzhou du groupe des dialectes de Taihu du wu.

### Architecture et monuments
En raison de ses nombreux canaux, Suzhou est parfois surnommée la Venise de l'Est. Les deux villes sont d'ailleurs jumelées. Marco Polo aurait dit que Suzhou possédait 6 000 ponts sur ses nombreux canaux. C'était exagéré, un plan datant de la dynastie Song en montre 314.

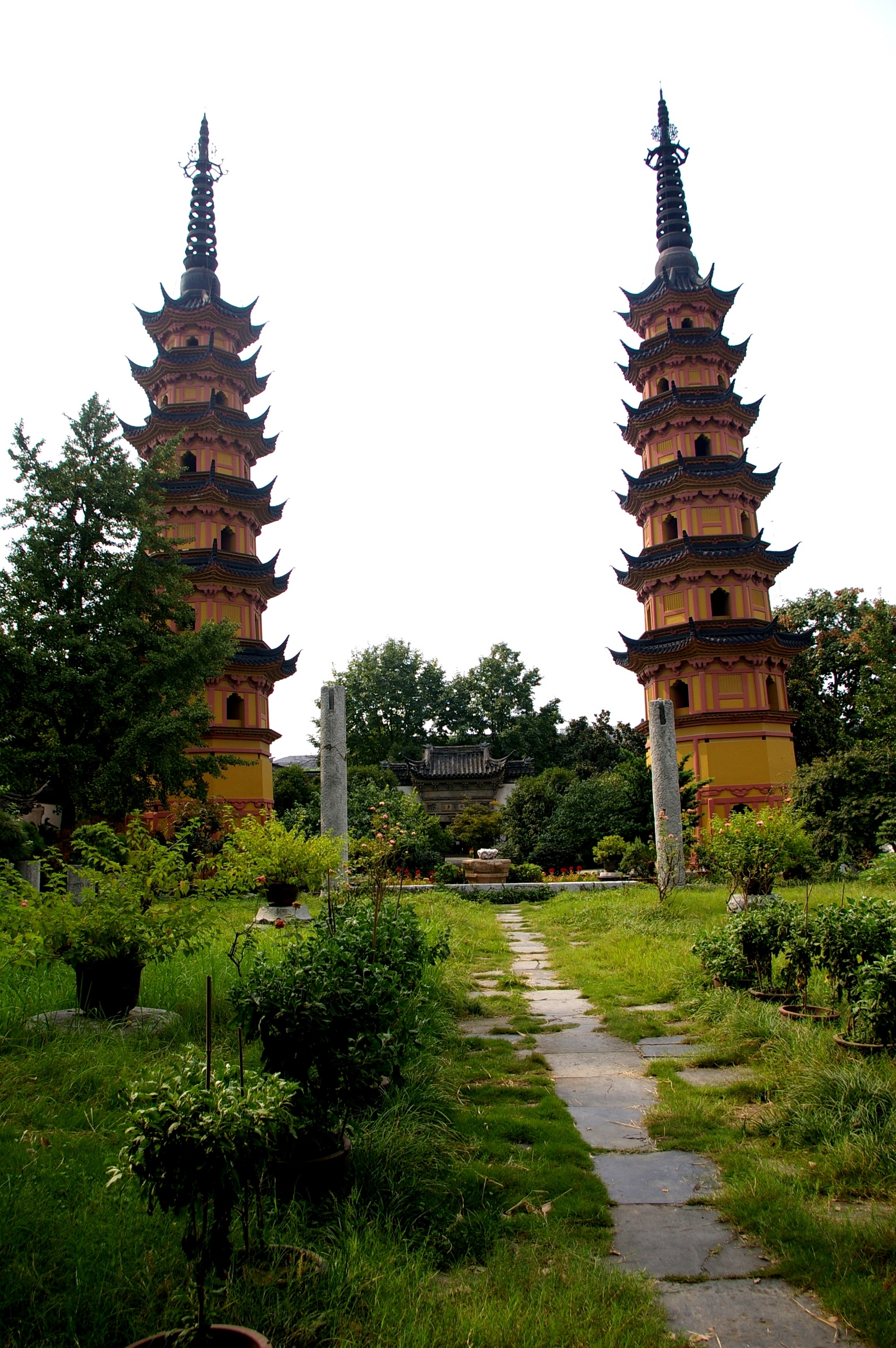
Les Tours jumelles de Suzhou, temple de Luohanyuan. Deux ouvrages en brique bois et pierre. Fin du Xe siècle, début dynastie Song.

Suzhou possède de nombreux jardins renommés, le jardin du Modeste administrateur (ou jardin de la Politique des simples, 拙政园 / 拙政園, zhuōzhèng yuán), le jardin de la Retraite du Couple (耦园, ǒuyuán), le jardin de la Retraite et de la Réflexion (退思园 / 退思園, tuìsī yuán), le jardin de l'Harmonie (怡园, yíyuán), le jardin du Maître des filets (网师园, wǎngshī yuán) sont dans la liste du patrimoine culturel mondial des Nations unies. Au total, neuf jardins sont classés par l'UNESCO.
Dans le patrimoine religieux, on peut citer pagode de la colline du tigre, une structure penchée et mesurant 47 mètres de hauteur et la cathédrale catholique Notre-Dame-des-Sept-Douleurs, la plus grande église de la ville.

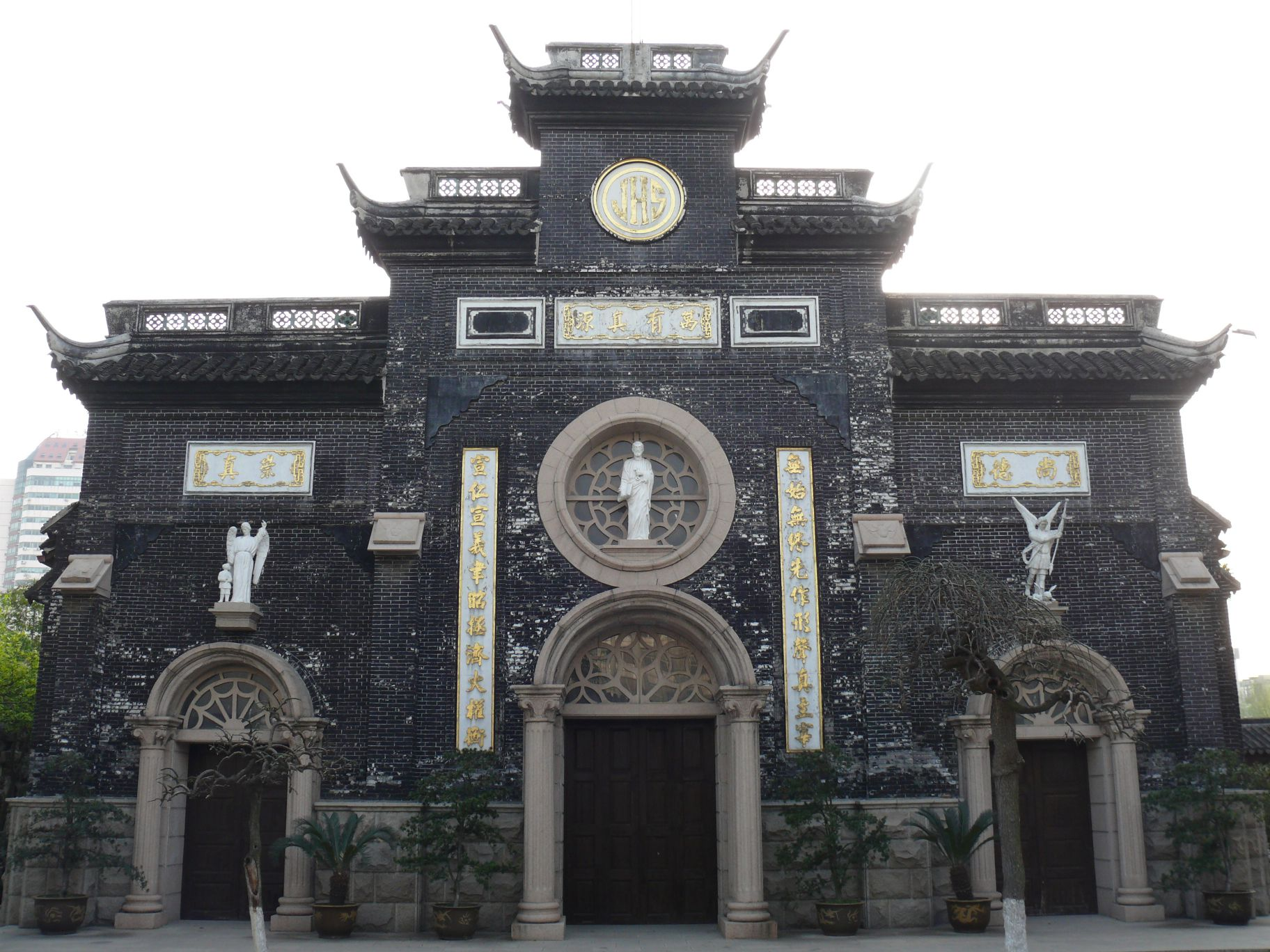
Façade de la cathédrale.

L'ancienne résidence de Li Xiucheng près du musée de Suzhou, a appartenu à Li Xiucheng, surnommé le « prince loyal », qui a participé à la révolte des Taiping.
Panmen est un site historique comprenant une portion des anciens remparts de la ville.
Depuis les années 2000, de nombreux gratte-ciel ont été construits. Le Suzhou Zhongnan Center doit atteindre les 729 mètres de hauteur en 2020.

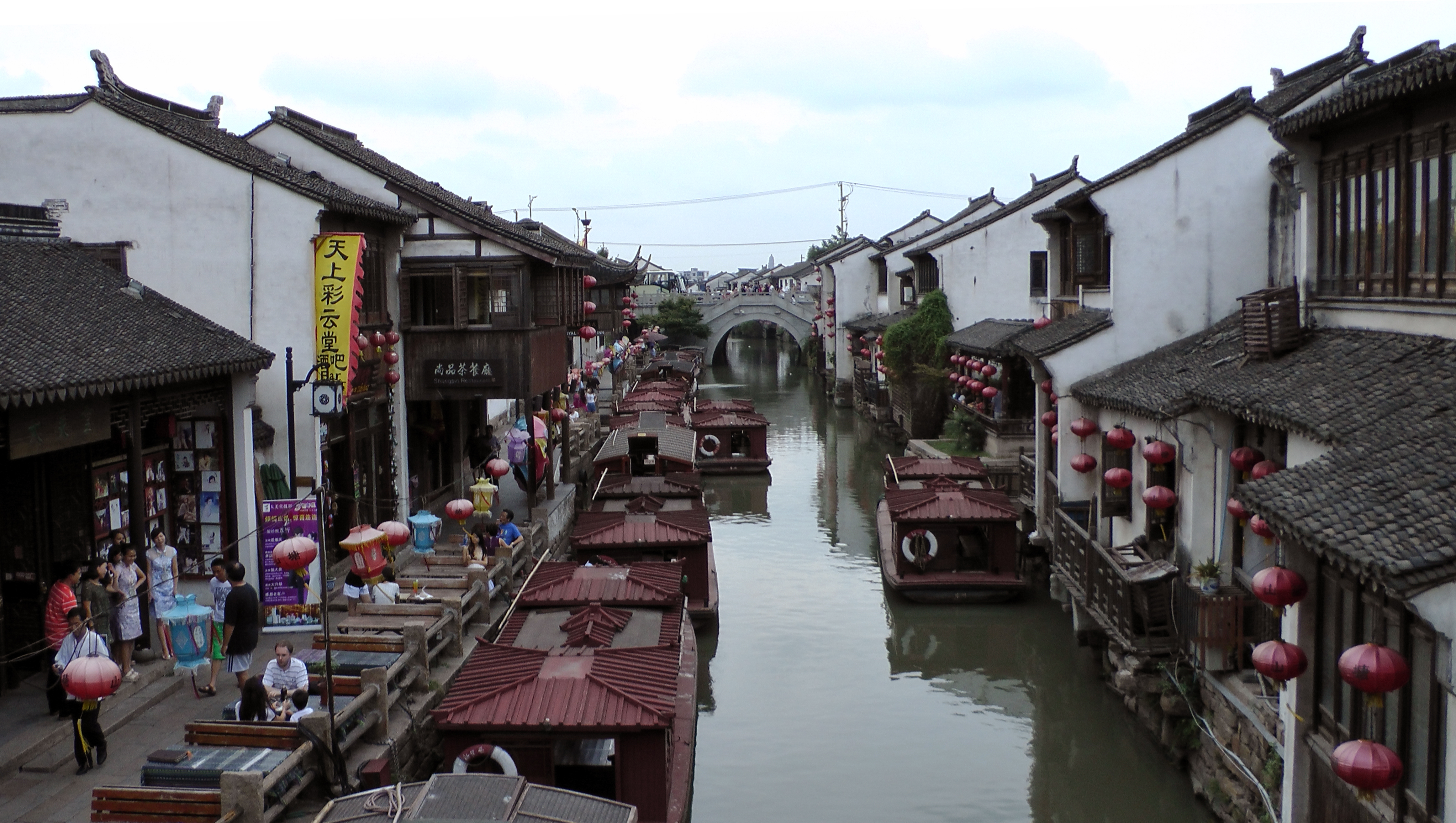
Un canal à Suzhou.

Qiandeng est une ville traditionnelle appartenant à Suzhou, classé 4A.

### Art
La peinture de l'école de Wu (ancien nom de Suzhou), fondée par Shen Zhou (1427-1509) a regroupé un grand nombre d'artistes de premier plan dont Wen Zhengming, Tang Yin et Qiu Ying. Ils forment avec Shen Zhou les « Quatre Grands Artistes de Wu », au cours de la dynastie Ming. Leur influence s'est poursuivie ensuite.
Le musée de Suzhou abrite une collection remarquable, en particulier ces peintres de l'école de Wu.
L'opéra chinois kunqu a son origine dans la région de Suzhou. La ville est aussi connue pour ses ballades chantées, les tanci et les pingtan (en).
Dès le XIIIe siècle, Suzhou fut célèbre pour sa production de tissus de soie, c'était le centre industriel pour le delta du Yangtze. La broderie fut pratiquée à Suzhou depuis la dynastie Song, c'était une des quatre écoles principales en Chine. Suzhou abrite d'autre part un musée de la soie.
La ville est également connue pour être une capitale de la soie.
Les romans de Lu Wenfu (Vie et passion d'un gastronome chinois, Nid d'hommes) se déroulent à Suzhou.

### Cuisine
Suzhou est située à proximité du lac de Taihu du Grand canal, le poisson est donc facile à pêcher à proximité de la ville. Le climat relativement tempéré et le sol fertile de la région font que le riz y a été cultivé très tôt, il y a environ 6 000 ans.

## Personnalités
- Ieoh Ming Pei (1917-2019), architecte, est né dans une famille fortunée de Suzhou.
- Zhang Jun (1977-), deux fois champion olympique de badminton en double mixte.